# Stadium Nord Lille Métropole
O Stadium Nord ou Lille Metrópole é um estádio olímpico situado na cidade de Villeneuve-d'Ascq, região metropolitana de Lille, ao norte da França. Foi inaugurado em 1976.

## O estádio e o LOSC
Entre 2004 e 2012, o estádio acolheu a equipe profissional de futebol de Lille, o Lille Olympique Sporting Club, ou LOSC, até a construção do novo estádio Stade Pierre-Mauroy em 2012. O estádio acolhou todas as partidas do LOSC no Campeonato Francês e para todos os outros encontros.
O estádio é frequentemente criticado pelos amadores do futebol por sua falta de conforto. Sua pequena altura libera o acesso do vento, esfriando consideravelmente a temperatura nas suas arquibancadas e dificulta a visão da pista de atletismo . Somente duas das quatro tribunas são cobertas.
Em 2005, os comissários da UEFA visitaram o estádio para verificar as condições de jogo para a Liga dos Campeões da UEFA e o estádio não foi aceito por falta de segurança, por falta de estacionamento e instalações médias para uma competição de grande porte.

## Estrutura
O complexo esportivo denominado originalmente de Centro Olímpico de Lille leste possui 5 hectares e além do Estádio, exstem 3 campos oficiais, um campo sintético e uma sala de musculação.